# Каргинский кинематограф «Идеалъ»
Каргинский кинематограф «Идеалъ» — кинотеатр, который был построен в 1911 году и стал одним из первых кинотеатров на территории Верхнего Дона. Относится к кинематографическим объектам эпохи «немого кино». Здесь в 1920-х-1930-х годах проводились представления, в которых принимал участие писатель и киносценарист Михаил Александрович Шолохов. Здание входит в состав государственного музея-заповедника М. А. Шолохова, было построено на территории станицы Каргинской Боковского района Ростовской области. Каргинский кинематограф был вторым кинотеатром в Области Войска Донского. Первый с аналогичным названием существовал в Ростове-на-Дону.

## История
Казачий урядник Тимофей Иванович Каргин в 1911 году на территории станицы Каргинской построил кинематограф «Идеалъ». У кинотеатра была световая реклама. Посмотреть на заведение и на демонстрируемые фильмы приезжали люди из отдаленных хуторов и станиц. В период с 1911 года по 1916 год кинематограф работал при помощи маленького кинопроектора с ручным приводом «живые картинки». После, был период «немого кино», во время которого шел показ беззвучных фильмов. В начале существования кинематографа использовался проектор французской фирмы «ПАТЭ», источником света была свеча. Со временем был приобретен кинопроектор второго поколения с электроприводом. Это получилось благодаря тому, что на мельничном комплексе Каргина в 1917 году произошла установка динамо-машины, которая была способна вырабатывать электроэнергию. Она работала от двигателя внутреннего сгорания на нефтяном топливе. Такой вариант производства электроэнергии тогда использовался редко, и это привлекало внимание зрителей к посещению кинотеатра.
Стоимость билетов варьировалась: были места за 10 копеек, а были за 50 копеек. Это зависело от месторасположения сидений. В первых рядах места были дешевле, сидеть надо было на венских стульях. На последних рядах располагались ложи для зажиточных и почетных гостей. 5 копеек стоило место на деревянных скамейках, которые находились вблизи экрана. Бесплатный просмотр был предусмотрен для тех, кто привозил на мельницу Каргина зерно для помола. За сеанс кино могли посмотреть 100 человек — такой была вместительность зала.
В период с 1920-х годов по 1930-е годы в кинотеатре был станичный клуб, он служил местом проведения спектаклей и постановки пьес и водевилей. В этих представлениях принимал участие Михаил Шолохов. В стенах кинотеатра прошла демонстрация его первых творческих пьес. В XXI веке выполнялись работы по укреплению конструкций. В 2016 году из федерального бюджета были выделены средства для реставрации кинематографа. Здание кинотеатра признано памятником истории и объектом культурного наследия, входит в комплекс памятников «Подворье Т. А. Каргина».
Во время праздника «Каргинская ярмарка на Покрова» в октябре 2016 года кинотеатр «Идеалъ» был открыт после реставрации. На церемонии открытия здания присутствовали А. М. Шолохов, Ю. А. Пятиков, А. А. Резванов и И. А. Орлова. В помещении кинотеатра во время ярмарочных гуляний стала работать выставка «Герои Шолохова на экране», которая была приурочена к Году российского кино. Посетителям были представлены экспонаты, которые рассказывают про историю экранизации произведений Шолохова.